# Малая Северная Двина
Ма́лая Се́верная Двина́ — верхний участок реки Северная Двина от слияния Сухоны и Юга (у г. Великий Устюг) до впадения в неё реки Вычегды (у г. Котлас). В некоторых источниках рассматривается как отдельная от Северной Двины река, поскольку при слиянии с Вычегдой водность последней выше, чем у Малой Северной Двины. Длина 74 км, главное направление течения — на северо-северо-восток.

## История
На картах и в других источниках до середины XX века употреблялось название Малая Двина.

Мы понемногу плывём по Сухоне, — Тотьма, Великий Устюг, необыкновенно высокие, слоистые берега «Опоки», — скоро Сухона соединится с Югом широким, будет Малая Двина, а там вольётся огромная Вычегда, и мы въедем в Северную Двину.
— М. М. Пришвин. «Берендеева чаща»

## География
Верхняя половина реки лежит в Великоустюгском районе Вологодской области, нижняя часть до слияния с Вычегдой — в Архангельской области (Котласский район). Является самым крупным водотоком Вологодской области. По берегам имеются запретные полосы лесов шириной 1,5 км.
Реку пересекает два моста — автомобильный (построен в 2001 году) и железнодорожный, оба в нижнем течении, в черте г. Котлас.
Река принимает слева притоки Лапинка, Стрига, Яра; справа — Котлашанка, Ухтомка, Савватиевка, Шомокса.
Река сплавная. Судоходна на всём протяжении, входит звеном в Волжско-Северодвинский водный путь. Площадь бассейна — около 87 тыс. км². Средний годовой расход воды в верховьях (у слияния Сухоны и Юга) равен 748 м³/с, в устье 770 м³/с.
Питание смешанное, с преобладанием снегового. Весенние разливы довольно значительны, осложняются заторами льда (возникающими в устье в среднем три года из четырёх), ширина разлива до 5 км, вблизи слияния с Вычегдой даже до 10 км. Во время весеннего половодья подъём воды над меженным уровнем у Котласа достигает 6,7 м. В отдельные годы весеннее половодье приобретает катастрофический характер, приводя к наводнениям в городах Красавино и Великий Устюг. Кроме того, в устье каждую осень возникают зажоры льда, они вызывают подъёмы воды до 3,8 м.
Ширина русла с рукавами местами превышает 1 км, ширина основного потока — до 200 м. В русле реки — многочисленные острова, которые разделены протоками, и отмели, которые обнажаются в межень; в устье река разделяется на несколько проток почти одинаковой водности. Левый берег песчаный, невысокий, иногда с выходами жёлто-бурых глин. Правый берег реки преимущественно высокий, часто обрывистый; в обрывах мергели перемежаются с известняками, возле уреза воды часто встречаются валуны, принесённые в древности ледником. В районе пристани Приводино 45-метровый обрыв на правом берегу. Общее падение реки 0,11 м/км, течение спокойное, но достаточно сильное. Протекает по Сухоно-Югской низине, днищу древнего приледникового водоёма. На реке около тридцати перекатов, пять из них каменистые, остальные песчаные. Русло реки непрерывно сдвигается на восток из-за быстрого подмыва, особенно в местах деления на рукава, где на отдельных участках размыв берегов достигает 10—20 м в год. Так, за 10 лет коренной правый берег Малой Северной Двины у деревни Ефимовской отступил на 15 м. В то же время возле устья Сухоны коренной берег отступает всего на 2—3 см в год.

## Палеонтология
У деревни Новинки на левом берегу реки и в урочище Соколки у деревни Ефимовской на правом берегу в конце XIX — начале XX века профессор Варшавского университета В. П. Амалицкий обнаружил останки верхнепермских животных и выделил их в северодвинскую фауну, которая оказалась очень схожей по составу с южноафриканской фауной плато Карру. Некоторые из таксонов обнаруженных вымерших синапсид и амфибий получили названия в честь реки: вид Dvinia prima, род двинии (Dvinia), семейство двинииды (Dviniidae), вид Dvinosaurus primus, род двинозавры (Dvinosaurus), семейство двинозавриды (Dvinosauridae), подотряд двинозаврии (Dvinosauria) и др. Эти открытия имели важнейшее значение для мировой палеонтологии. На месте раскопок в 2006 году установлен памятный знак.